# 魯斯卡洛佐瓦

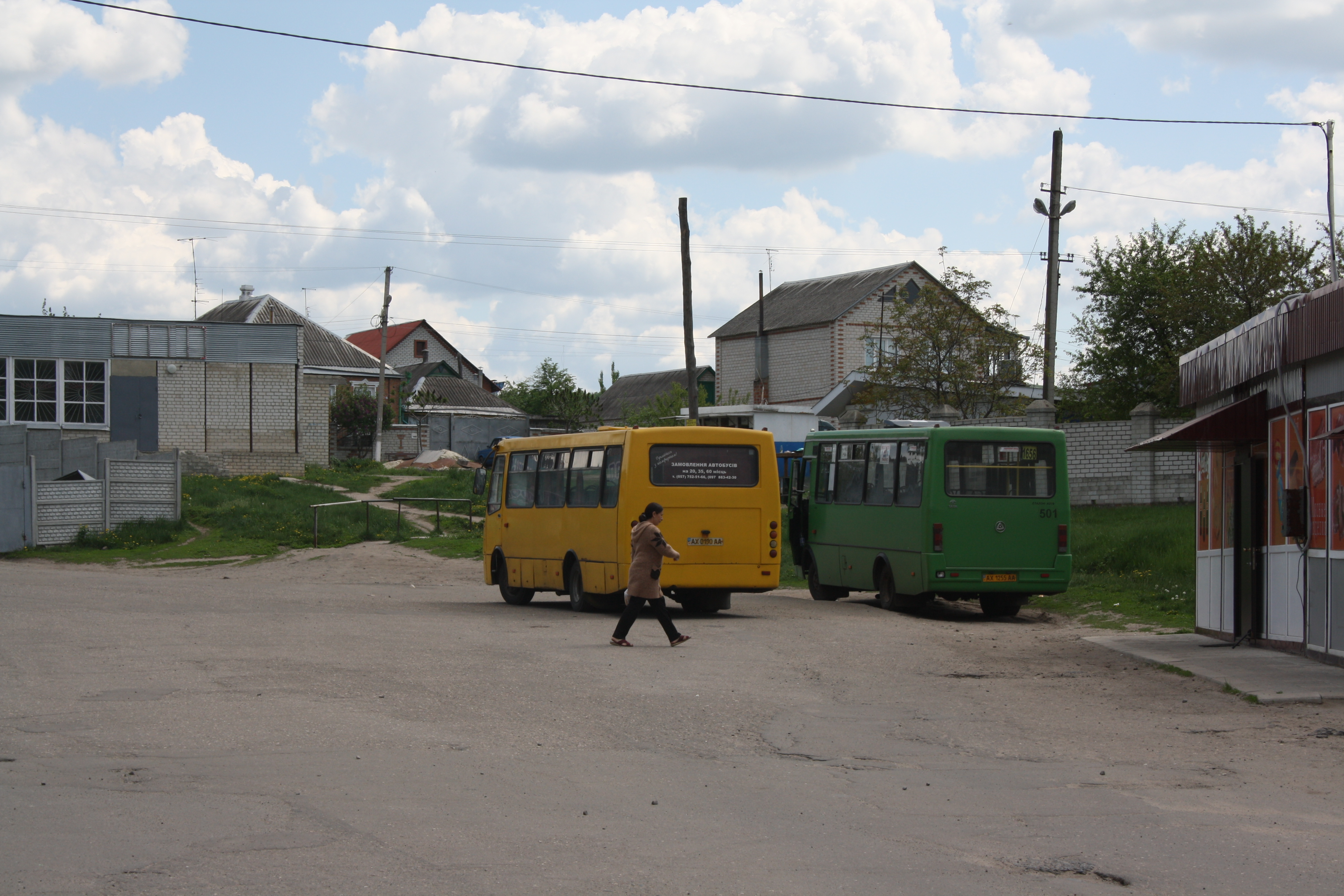

50°8′26″N 36°16′46″E / 50.14056°N 36.27944°E
魯斯卡洛佐瓦（烏克蘭語：Руська Лозова）是位於烏克蘭東部的村莊，由哈爾科夫州哈爾科夫區的德爾哈奇市鎮負責管轄。該村始建於1647年，面積3.86平方公里，海拔高度148米，2001年人口5,018。